# Alexandr III. (papež)
Alexandr III., vlastním jménem Orlando (Roland) Bandinelli (asi 1105, Siena – 30. srpen 1181, Civita Castellana) byl papežem v letech 1159–1181.

## Život
Alexandr III. se narodil v Sieně kolem roku 1105. Byl slavným doktorem práv v Boloni (1139–1142) a poté kanovníkem v Pise. V roce 1150 byl kardinálem-jáhnem, rok poté kardinálem-knězem a v roce 1153 se stal kancléřem. Byl nejbližším poradcem papeže Hadriána IV. a ztotožňoval se s jeho proticísařskou politikou, což jej dostalo do sporu s Fridrichem I. Barbarossou.
Po smrti Hadriána IV., zvolili někteří kardinálové urychleně za papeže kardinála Ottaviana. Velká většina však, v ten samý den, 7. září 1159, zvolila Orlanda. Protože bylo dohodnuto, že volba musí být jednohlasná, došlo po jeho zvolení k násilnostem a Orlando se uchýlil do vatikánské pevnosti při chrámě sv. Petra. Až 20. září 1159 jej biskup z Ostie vysvětil jako papeže Alexandra III. v Ninfe. Ottaviano byl vysvěcen 4. října 1159 v císařském opatství Farfa jako Viktor IV.
Tento rozkol císaři vyhovoval. Svolal v únoru 1160 sněm do Pavie. Byl to sněm hlavně německých a italských biskupů, na kterém schválili Viktora IV. a exkomunikovali Alexandra III. Papež Alexandr III. však ještě předtím exkomunikoval Viktora IV. a 24. března 1160 dal císaře Fridricha I. do klatby. Spor se zdánlivě vyřešil, když se v říjnu 1160 v Toulouse sešli biskupové a klášterní rady všech západních zemí, včetně Španělska. Zúčastnili se i anglický král Jindřich II. Plantagenet a francouzský král Ludvík VII. Toto společenství vyhlásilo jako jediného papeže Alexandra III. Spor však nebyl vyřešený definitivně, protože po smrti vzdoropapeže Viktora IV. byl zvolený další vzdoropapež Paschal III. a po něm Kalixtus III.
Spor mezi papežem a císařem pokračoval, proto papež Alexandr III. v dubnu 1162 přemístil své sídlo do Francie. Navzdory tomu, že se v listopadu 1165 vrátil do Říma, nedokázal zabránit, aby v létě roku 1167 obsadil město Fridrich I. a vzdoropapež Paschal III. ho korunoval. Papežovo trpělivé vyjednávání přineslo svůj výsledek, když Fridrich I. Benátským mírem 24. července 1177 uznal Alexandra III. za právoplatného papeže, ale za cenu, že z něho odvolá klatbu.
Alexandr III. podporoval kanterburského arcibiskupa Tomáše Becketa ve sporu s anglickým králem Jindřichem II. Po Becketově zavraždění uvalil papež na krále všechny možné sankce.
Od 5. března do 19. března 1179 vedl papež Třetí lateránský koncil (11. ekumenický), který ukončil papežský rozkol, ačkoliv v září tohoto roku nastoupil čtvrtý vzdoropapež Inocenc III., kterého se však Alexandr velmi lehko zbavil.
Mezi nejvýznamnější dekrety, které papež Alexandr III. vydal, patří ty, které podporují univerzity, vyzývají katedrály, aby financovaly školy a dekret stanovující potřebu dvoutřetinové většiny kardinálů při volbě papeže. Alexandr III. byl prvním velkým papežem-právníkem a mnohá jeho rozhodnutí se dostala i do pozdějších sbírek církevního práva. Roku 1171 potvrdil založení portugalského rytířského řádu Křídla sv. Michala. Za jeho pontifikátu přešlo právo kanonizace (svatořečení) výhradně do rukou papeže, předtím bylo možné i svatořečení bez papežského souhlasu.
Krátce po lateránském koncilu přinutila Alexandra III. lidová vzpoura opustit Řím a poslední dva roky svého života strávil v rozličných městech v tehdejším papežském státě. Když 30. srpna 1181 zemřel, nacházel se v Civita Castellana, 55 km severně od Říma. Jeho tělo bylo přeneseno do Říma a pochováno v Lateránské bazilice. Podle církevního historika J. N. D. Kellyho je občané zhanobili.

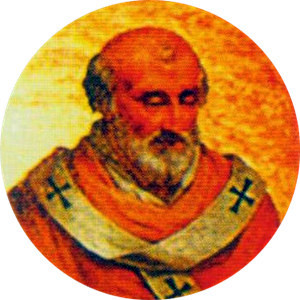
Portrét papeže Alexandra III. v bazilice sv. Pavla za hradbami